# Gustavo Schroeter
Gustavo Augusto Schroeter (Rio de Janeiro, 28 de abril de 1951) é um músico e professor de bateria brasileiro, mais conhecido por ter sido baterista das bandas A Bolha e A Cor do Som, bem como por acompanhar diversos artistas, como Zé Rodrix, Raul Seixas e Jorge Ben Jor.

## Biografia
Schroeter nasceu no Rio de Janeiro (que ficava, à época, no Distrito Federal) em 28 de abril de 1951. Em 1966, começou a estudar bateria e obteve a licenciatura em 1975.

## Carreira
Começou a carreira em 1967 como integrante das bandas de baile Blackfoot e, depois, The Coogars. Tornou-se conhecido no cenário nacional quando entrou na banda A Bolha com a qual dividiria o palco em turnês internacionais com Gal Costa e Naná Vasconcelos. Ao sair desta banda, passou a acompanhar diversos artistas da música brasileira, chegando a gravar um disco com Zé Rodrix e dois com Raul Seixas. Em 1975, entra para a Banda do Zé Pretinho, grupo que acompanhava Jorge Ben Jor, gravando quatro discos, entre eles o aclamado África Brasil.
Em 1977, funda juntamente com Armandinho, Mú Carvalho, Dadi Carvalho e Ary Dias a banda A Cor do Som que lança diversos sucessos - muitos utilizados como trilha sonora de novelas - gravando 10 álbuns e chegando a ganhar o Grammy Latino de melhor álbum de rock ou música alternativa em língua portuguesa no ano de 2021.